# ويليام غيليز
ويليام غيليز هو سياسي أسترالي، ولد في 27 أكتوبر 1868 في نيوساوث ويلز في أستراليا، وتوفي في 9 فبراير 1928 في Toowong ‏ في أستراليا. نشط حزبياً في حزب العمال الأسترالي.

## مناصب
- انتخب Deputy Premier of Queensland [الإنجليزية]‏.
- انتخب وزير مالية كوينزلاند [الإنجليزية]‏.
- انتخب عضو المجلس التشريعي لولاية كوينزلاند ‏ عن دائرة Electoral district of Eacham [الإنجليزية]‏ (27 أبريل 1912 – 24 أكتوبر 1925).
- انتخب Premier of Queensland [الإنجليزية]‏ (26 فبراير 1925 – 22 أكتوبر 1925).